# Adolphe d'Archiac
Étienne Jules Adolphe Desmier de Saint-Simon, Vicomte d'Archiac (n. 24 septembrie 1802, Reims, Franța – d. 24 decembrie 1868, Paris, Franța) a fost un geolog și paleontolog francez.
Cea mai valoroasă lucrare a sa este: Histoire des progrès de la géologie de 1834 à 1859 („Istoria și progresul geologiei de la 1834 la 1859”), publicată în opt volume, pentru care a primit Medalia Wollaston din partea Geological Society of London.
În 1857 a devenit membru al Academiei Franceze de Științe.
A suferit de o severă depresie, din cauza căreia s-a sinucis prin înecare în fluviul Sena, în ajunul Crăciunului anului 1868.